# Erklärung von Alma-Ata (1978)
Mit der Erklärung von Alma-Ata (auch Alma-Ata-Deklaration) machte die WHO 1978 im Rahmen einer Konferenz einen entscheidenden Schritt in Richtung einer grundlegenden Gesundheitsversorgung und Gesundheitsförderung. An der Konferenz in Alma-Ata (Sowjetunion, Kasachische Sozialistische Sowjetrepublik) nahmen Delegationen von 123 Regierungen und 67 regierungsunabhängigen Organisationen teil.
Auf der Konferenz von Alma-Ata wurden Gesundheit zu einem grundlegenden Menschenrecht und die Primäre Gesundheitsversorgung zu einem Schlüsselkonzept der WHO erklärt. Neben dem Gesundheitssektor wurden erstmals auch Sozial- und Wirtschaftssektoren als Verantwortliche für die gesundheitliche Entwicklung benannt und das Zusammenwirken der verschiedenen Sektoren sowie die Beteiligung der Bürger als notwendig erachtet.
Eines der wichtigsten Folgedokumente dieser Erklärung ist die Ottawa-Charta zur Gesundheitsförderung von 1986, in der das aktuell gültige gesundheitspolitische Leitbild zur integrativen Gesundheitsförderung formuliert wurde.